# Горст Фульднер
Горст Альберто Карлос Фульднер Брюне (нім. Horst Alberto Carlos Fuldner Bruene; 16 грудня 1910, Буенос-Айрес, Аргентина — 1992, Мадрид, Іспанія) — аргентино-німецький солдат, гауптштурмфюрер, шпигун, політик і аргентинський бізнесмен німецького походження. Народився і почав свою діяльність в Аргентині, пізніше переїхав до Німеччини, де приєднався до нацистської партії, а під час Другої світової війни брав участь у боях на східному фронті в складі 250-тої Іспанської дивізії «Блакитна». Згодом допоміг багатьом нацистам втекти з Європи до Аргентини, а сам переїхав жити до Іспанії.

## Біографія
Горст Фульднер народився в Буено-Айресі 16 грудня 1910 року і був єдиною дитиною в родині німецьких іммігрантів. У 1922 році сім'я переїхала до Німеччини, оселившись в Касселі, де він пізніше отримав подвійне німецько-аргентинське громадянство. На початку 1930-х років Горст приєднується до воєнної організації «Сталевий шолом», яка виникла в Німеччині у наслідок її поразки в Першій світовій війні. У 1932 році він приєднався до військово-політичної організації Schutzstaffel (СС) та нацистської партії.
Після початку Другої світової війни він приєднався до Іспанської «Блакитної дивізії», де воював і виступав у якості перекладача на Східному фронті. У ці роки він також працював у конгломератній компанії нацистської Німеччини SOFINDUS (Фінансово-промислове товариство), котра мала неабиякий вплив у франкістській Іспанії. У 1944 році він знову повернувся до рядів СС, і в цьому ж році отримав звання гауптштурмфюрера. В якості спец. агента Служби безпеки (СД) у березні 1945 року він переїхав був до Мадрида, де створював ґрунт для здійснення евакуації нацистів з Європи в Аргентину в разі капітуляції Німеччини.
Під час перебування в Іспанії він потоваришував із журналістами-філантропами Віктором де ля Серна і П'єром Дей, румунським послом Раду Генеа. Після поразки Німеччини Горст залишився в Іспанії Франко, але був переслідуваний союзниками Антигітлерівської коаліції, які змушували його часто змінювати місце проживання, щоб уникнути арешту. У 1947 році він був одним із 104 нацистських агентів, що були відмічені новоствореною Контрольною радою Німеччини для повернення їх у Німеччину з Іспанії. Але він так і не був депортованим.
У 1947 році він прибув до Аргентини, але вже наступного року він повернувся в Європу, створивши там два центри евакуації нацистських військових злочинців з Берну та Генуї, таким чином Горст Фульднер допоміг багатьом нацистам бігти до Південної Америки, найвідомішими з них були Адольф Айхман, Йозеф Менґеле, Рональд Ріхтер, Еріх Прібке, Авґуст Сьєбрехт та Ґерард Боне. Загалом Фульднер допоміг втекти до Аргентини 400 нацистам.
У ці ж роки він також був членом «Секретаріату розвідки».
У 1950 році Горст заснував компанію CAPRI Fuldner y Cía в Аргентині (Compañía Argentina, Proyectos y Compleciones Industriales Fuldner y Cía), яка була присвячена встановленню й удосконаленню гідроелектростанцій та експлуатації інших природних ресурсів.
Горст Карлос Фульднер помер в Мадриді в 1992 році.